# 帝国大学官制
帝国大学官制（ていこだいがくかんせい）は、近代日本において帝国大学の職員人事を規定していた官制（勅令）である。以下の2つが存在する。
- 帝国大学官制（明治26年8月11日勅令第83号） - 1893年（明治26年）8月11日に公布され、帝国大学（後の東京帝国大学）の職員人事を規定した。1897年（明治30年）に廃止。
- 帝国大学官制（昭和21年4月1日勅令第205号） - 1946年（昭和21年）4月1日に公布され、1897年以来帝国大学各校ごとに公布されていた官制をまとめたもの。1947年（昭和22年）に国立総合大学官制に改称し、1949年に廃止。

## 帝国大学官制（明治26年8月11日勅令第83号）
1893年（明治26年）8月11日公布、同年9月11日に施行された。

### 内容
帝国大学職員
- 総長（勅任・1名） - 文部大臣の監督を受け、帝国大学令の規定によって帝国大学一般の事を担当し、所属職員を統括する。
- 書記官（奏任・1名） - 総長の命令を受け、庶務・会計を担当する。
- 書記（判任・帝国大学と分科大学で合計52名） - 庶務・会計に従事する。
- 舎監（4名） - 教授・助教授から選ばれ、文部大臣により任命される。総長の命令を受けて、寄宿生の取締りに関する業務を担当する。

分科大学職員
- 学長（1名） - 教授の中から選ばれ、文部大臣によって任命される。帝国大学総長の監督のもと各分科大学の業務を担当する。
- 医科大学附属医院長（1名） - 医科大学教授から選ばれ、文部大臣によって任命される。帝国大学総長の監督のもと医院の事務を掌握し、所属職員を監督する。
- 理科大学附属東京天文台長（1名） - 理科大学教授から選ばれ、文部大臣によって任命される。帝国大学総長の監督のもと東京天文台の業務を掌握する。
- 教授（奏任または勅任・専任教授75名（うち勅任は12名以内））
  - 各分科大学に設置する講座を担当し、学生を教授し、その研究を指導する（分科大学長や医科大学医院長に任命された教授は講座を担当しないこともある）
- 助教授（奏任・専任助教授35名） - 教授を補佐し、授業と実験に従事する。
- 助手（判任・80名） - 教官の指揮を受けて学術・技芸に関する職務に服する。
- 書記

### 廃止
- 1897年（明治30年） - 東京帝国大学官制（明治30年勅令第210号）の施行により廃止された。

### その後（1897年〜1946年）
1897年以降の京都帝国大学（1897年）・東北帝国大学（1907年）・九州帝国大学（1911年）・北海道帝国大学（1918年）・京城帝国大学（1924年）・台北帝国大学（1928年）・大阪帝国大学（1931年）・名古屋帝国大学（1939年）の8帝国大学の発足においては、上記の東京帝国大学官制と同様に、職員人事を規定する勅令として以下のものが制定された。このうち京城・台北を除く内地の帝国大学官制は、東京帝国大学官制とともに1946年4月の（第二次）帝国大学官制公布・施行まで施行された（京城・台北の両帝国大学官制の廃止については後出）。
東北帝国大学については、1907年の創立時には札幌区の農科大学（旧札幌農学校）のみであったことから、東北帝国大学農科大学官制を公布・施行した後、仙台市の理科大学の開学準備が整った1910年に東北帝国大学官制を公布・施行（東北帝国大学農科大学官制は同時期に廃止）することとなった。
- 京都帝国大学官制（明治30年勅令第211号）
- 東北帝国大学農科大学官制（明治40年勅令第237号）
- 東北帝国大学官制（明治43年勅令第447号）
- 九州帝国大学官制（明治44年勅令第43号）
- 北海道帝国大学官制（大正7年勅令第44号）
- 京城帝国大学官制（大正13年勅令第103号）
- 台北帝国大学官制（昭和3年勅令第31号）
- 大阪帝国大学官制（昭和6年勅令第67号）
- 名古屋帝国大学官制（昭和14年勅令第112号）

## 帝国大学官制（昭和21年4月1日勅令第205号）
1946年（昭和21年）4月1日に公布・施行された。これにより、以下の官制が廃止される。
- 東京帝国大学官制（明治30年勅令第210号）
- 京都帝国大学官制（明治30年勅令第211号）
- 東北帝国大学官制（明治43年勅令第447号）
- 九州帝国大学官制（明治44年勅令第43号）
- 北海道帝国大学官制（大正7年勅令第44号）
- 大阪帝国大学官制（昭和6年勅令第67号）
- 名古屋帝国大学官制（昭和14年勅令第112号）

### 内容
帝国大学職員
- 総長（1級の文部教官か文部事務官） - 文部大臣の監督を受けて帝国大学一般の業務を掌握し、所属職員を統括する。
- 学部長（所属学部の教授である文部教官） - 総長の監督のもと学部の業務を掌握する。
- 教授（1級か2級の文部教官）
  - 各学部に所属し、学生を教授し、その研究を指導する（学部長や医学部附属医院長、東京帝国大学農学部附属演習林長に任命された教授は講座を担当しないこともある）
- 助教授（2級の文部教官） - 教授を補佐し、授業・実験に従事する。助教授で講座を担当する者は助教授の定員には数えない。
- 文部教官
- 文部事務官
- 文部技官
- 嘱託講師 - 必要な場合に総長は講師を嘱託できる。

### 改題
- 1947年（昭和22年）、昭和22年政令第204号により「国立総合大学官制」に改題され（同時に帝国大学令は「国立総合大学令」へ改題）、内地に設置されていた7つの帝国大学は校名から「帝国」を除かれた（ただし、この時点では依然として旧制大学である）。

### 廃止
- 1949年（昭和24年）5月31日の国立学校設置法（昭和24年法律第150号）施行により廃止された。

## 備考
外地の朝鮮と台湾にそれぞれ置かれていた京城帝国大学と台北帝国大学の職員人事を規定していた、京城帝国大学官制（大正13年勅令第103号）・台北帝国大学官制（昭和3年勅令第31号）は、1952年（昭和27年）4月28日 、日本国との平和条約によって失効した。